# Яблоновська Наталя Всеволодівна
Ната́ля Все́володівна Яблоно́вська  (рос. Наталья Всеволодовна Яблоновская, нар. 29 січня 1973 року в Сімферополі, Крим) — українська дослідниця, журналіст, фахівець з проблем етнічної преси. Доктор філологічних наук, професор, член Національної спілки журналістів України.

## Наукова кар'єра
- У 1995 р. з відзнакою закінчила філологічний факультет Сімферопольського державного університету (спеціальність 7.030502 «російська мова та література», кваліфікація "Філолог. Викладач російської мови і літератури"), у 1998 р. — очну аспірантуру (кафедра російської і зарубіжної літератури СДУ).
- 15.02.1999 р. захистила кандидатську дисертацію "Життя Арсеньєва" І.О.Буніна і традиції автобіографічної розповіді в російській літературі" (спеціальність 10.01.02 — російська література).
- З 2003 року — доцент.
- З 1999 по 2004 р. працювала в Таврійському екологічному інституті доцентом, потім завідувачем кафедри історії і теорії журналістики, виконувала обов'язки декана факультету журналістики.
- З 15.10.2004 р. по 11.06.2007 р. — докторант Інституту журналістики Київського національного університету ім. Т. Шевченко.
- 11 червня 2007 року захистила докторську дисертацію на тему "Преса етносів Криму: проблема національного відродження і діалог культур" (спеціальність 10.01.08 — журналістика).
- З 1.09.2007 року до 30.08.2010 р. — професор кафедри практичної журналістики Таврійського гуманітарно-екологічного інституту, з лютого 2008 року по 30.08.2010 р. — декан його гуманітарного факультету.

З 1.09.2010 р. — професор, потім завідувач кафедри журналістики Миколаївського міжрегіонального інституту розвитку людини Відкритого міжнародного університету «Україна» та професор кафедри міжмовних комунікацій та журналістики Таврійського національного університету ім. В. І. Вернадського.
- 17.02.2012 отримала вчене звання професор.

## Членство в організаціях
- Член редакційної колегії науково-виробничого журналу «Держава та регіони» (серія: Соціальні комунікації) .
- Член редакційної колегії наукового журналу «Ученые записки Таврического национального университета им. В. И. Вернадского» (Серия «Филология. Социальные коммуникации»).
- Член редакційної колегії наукового журналу «Світ соціальних комунікацій» (Київський міжнародний університет, Донецький національний університет імені Василя Стуса).
- Член Наукової ради Асоціації кримських караїмів «Крымкарайлар».
- Член редакційної ради кримськотатарського жіночого часопису «Арзы».

## Сфера наукових інтересів
- соціальні комунікації;
- етнічна журналістика Криму;
- етнічні проблеми й проблема міжнаціональних взаємин у кримських ЗМІ;
- кримськотатарська проблема в ЗМІ;
- караїмська проблема в ЗМІ;
- історія кримської журналістики;
- творчість І. О. Буніна.

## Публікації

### Монографії

Обкладинка однієї з книг Н.Яблоновської

- Яблоновская Н.В. „Жизнь Арсеньева“ И. А. Бунина и традиции автобиографического повествования в русской литературе». - Симферополь: РИО ТЭИ,  2000. – 188 с.
- Яблоновская Н., Билык М. И. А. Бунин и Крым. – Симферополь: РИО ТЭИ, 2003. – 94 с.
- Яблоновська Н.В. Етнічна преса Криму: історія та сучасність. - Сімферополь: Кримське навчально-педагогічне державне видавництво, 2006. - 312 с.  ISBN=966-354-096-6
- Яблоновська Н. В. Кримська журналістика: етнічні аспекти. Навчальний посібник для студентів вищих навчальних закладів. -  Сімферополь: Кримське навчально-педагогічне державне видавництво, 2008. - 290 с. ISBN=978-966-354-262-1

### Участь у колективних монографіях
- Яблоновська Н. В. Термін «Соціальні комунікації», або що є спільного між мережами підземного міського господарства та журналістикою? / Н. Яблоновська // Журналістика в піарі та піар у журналістиці / Упорядн. В. Ф. Іванов, О. С. Дудко. – К.: «Грамота», 2010. – С. 185 – 187.
- Яблоновська Н. В. Журналістське розслідування в аспекті оперативно-розшукового законодавства: pro et contra / Наталя Яблоновська // Соціальні комунікації: результати досліджень – 2011: колективна монографія [за ред.. О. М. Холода]. – К. : КиМУ, 2012. – С. 293 – 305.

### Статті
- Яблоновская Н. В. Крым в творческой биографии И. А. Бунина :  [рос.] // Культура народов Причерноморья : журнал. — 1997. — № 2. — С. 324-326.[недоступне посилання з серпня 2019]
- Яблоновская Н. В. «Жизнь Арсеньева» И. А. Бунина и «Путешествие Глеба» Б. К. Зайцева: литературная преемственность в изображении дворянской усадьбы :  [рос.] // Культура народов Причерноморья : журнал. — 1998. — № 3. — С. 300-305.[недоступне посилання з серпня 2019]
- Яблоновская Н. В. И. А. Бунин и И. С. Шмелев (к вопросу о соотношении новаторства и традиции в литературе «первой волны» русской эмиграции) :  [рос.] // Культура народов Причерноморья : журнал. — 2000. — № 17. — С. 188-192.[недоступне посилання з серпня 2019]
- Яблоновская Н. В. Античные мотивы и образы в творчестве И. А. Бунина :  [рос.] // Культура народов Причерноморья : журнал. — 2001. — № 20. — С. 153-158.[недоступне посилання з серпня 2019]
- Яблоновская Н. В. Жанр экспериментального романа в творчестве Джона Фаулза :  [рос.] // Культура народов Причерноморья : журнал. — 2001. — № 25. — С. 105-110.[недоступне посилання з серпня 2019]
- Яблоновская Н. В. Синтез искусств в творчестве И. А. Бунина :  [рос.] // Культура народов Причерноморья : журнал. — 2001. — № 26. — С. 182-186.[недоступне посилання з серпня 2019]
- Яблоновская Н. В. Караїмська преса початку XX століття : [арх. 19 березня 2007] :  [укр.] // Вісник Дніпропетровського університету: Літературознавство. Журналістика : журнал. — 2003. — № 6. — С. 75-79.
- Яблоновская Н. В. Проблема культурного возрождения крымских татар и диалога культур на страницах газеты Временного крымско-мусульманского исполнительного комитета „Голос татар“ (1917) :  [рос.] // Культура народов Причерноморья : журнал. — 2004. — № 47. — С. 174-177.[недоступне посилання з серпня 2019]
- Яблоновская Н. В. Крымские журналы учащейся молодежи «Первый луч» и «Луч» :  [рос.] // Образ : журнал. — 2004. — № 5. — С. 72-78.
- Яблоновская Н. В. Журнал "Известия караимского духовного правления" (1917-1919) в контексте караимской прессы начала XX века :  [рос.] // Культура народов Причерноморья : журнал. — 2005. — Т. 1, № 55. — С. 37-41.[недоступне посилання з травня 2019]
- Яблоновская Н. В. Журнал крымских караимов «Бизым йол» («Наш путь») в свете традиций караимской прессы и национальной политики Крымской АССР :  [рос.] // Культура народов Причерноморья : журнал. — 2004. — Т. 2, № 55. — С. 27-31.
- Яблоновская Н. В. Газета Крымскотатарского Парламента (Курултая) „Крым“ (1918—1919) :  [рос.] // Культура народов Причерноморья : журнал. — 2004. — № 54. — С. 118-121.[недоступне посилання з серпня 2019]
- Яблоновская Н. В. Еврейское национальное возрождение на страницах журнала „Молот“ (1906 г.) :  [рос.] // Культура народов Причерноморья : журнал. — 2005. — № 61. — С. 111-115.[недоступне посилання з серпня 2019]
- Яблоновская Н. В. Оккупационная газета „Азат Кърым“ (1942—1944): национальная пресса в контексте информационных войн :  [рос.] // Культура народов Причерноморья : журнал. — 2005. — Т. 2, № 57. — С. 122-126.[недоступне посилання з серпня 2019]
- Яблоновская Н. В. Работа редакции газеты „Кызыл Крым“ и крымскотатарской редакции при Всесоюзном радиокомитете во время оккупации Крыма :  [рос.] // Культура народов Причерноморья : журнал. — 2005. — № 63. — С. 121-124.[недоступне посилання з серпня 2019]
- Яблоновская Н. В. Проблема крымскотатарского национального возрождения на страницах газеты „Азат Кърым“ (1942—1944) :  [рос.] // Культура народов Причерноморья : журнал. — 2005. — № 62. — С. 107-110.[недоступне посилання з серпня 2019]
- Яблоновская Н. В. Возникновение и развитие еврейской прессы Крыма :  [рос.] // Культура народов Причерноморья : журнал. — 2005. — Т. 1, № 74. — С. 204-208.[недоступне посилання з серпня 2019]
- Яблоновская Н. В. Етнічна преса Автономної Республіки Крим: проблема діалогу культур :  [укр.] // Ученые записки Таврического национального университета им. В. Вернадского. Серия: филология : журнал. — 2006. — Т. 19(58), № 15. — С. 311-314.[недоступне посилання з серпня 2019]
- Яблоновская Н. В. Перша російська революція і доля кримськотатарських видань Криму :  [укр.] // Наукові записки Інституту журналістики : журнал. — 2005. — № 21. — С. 51-56.
- Яблоновская Н. В. Этническая пресса Крыма: проблема поддержки национального языка :  [рос.] // Культура народов Причерноморья : журнал. — 2006. — Т. 1, № 82. — С. 51-53.[недоступне посилання з серпня 2019]
- Яблоновская Н. В. Етнічна преса Криму: історіографія проблеми :  [укр.] // Культура народов Причерноморья : журнал. — 2006. — № 79. — С. 113-118.[недоступне посилання з серпня 2019]
- Яблоновская Н. В. Роль газети „Къырым“ в національному відродженні кримськотатарського народу :  [укр.] // Культура народов Причерноморья : журнал. — 2007. — № 101. — С. 241-243.[недоступне посилання з серпня 2019]
- Яблоновская Н. В. Этническая пресса Крымской АССР: национальное возрождение в условиях плана коренизации и формирующегося тоталитаризма :  [] // Культура народов Причерноморья : журнал. — 2007. — № 116. — С. 33-36.[недоступне посилання з серпня 2019]
- Яблоновская Н. В. Офіційна кримськотатарська преса періоду депортації :  [укр.] // Вісник Дніпропетровського університету. Серія Літературознавство. Журналістика : журнал. — 2007. — № 9. — С. 83-86.
- Яблоновская Н. В. Кримськотатарське питання у самвидавчій періодичній пресі : [арх. 4 березня 2016] :  [укр.] // Вісник Сумського державного університету. Серія "Філологічні науки" : журнал. — 2007. — № 2. — С. 55-58.
- Яблоновская Н. В. Караимская тема в СМИ (к вопросу об ответственности журналиста при освещении этнических проблем) :  [рос.] // Культура народов Причерноморья : журнал. — 2008. — № 147. — С. 35-39.
- Яблоновская Н. В. Позиція газети «Friedensstimme» щодо утисків німців у Таврійській губернії під час Першої світової війни :  [укр.] // Держава та регіони : журнал. — 2010. — № 2. — С. 176-181.
- Яблоновская Н. В. К вопросу о немецкой прессе Таврической губернии в годы Первой мировой войны (история конфискации «Календаря для немецких поселян Южной России на 1915 год») :  [рос.] // Держава та регіони : журнал. — 2010. — № 3. — С. 70-74.
- Яблоновская Н. В. Кримськотатарські газети часу он-лайн: сучасний стан та перспективи розвитку :  [укр.] // Наукові записки Інституту журналістики : журнал. — 2010. — № 38. — С. 84-89.
- Яблоновская Н. В. Кримські дореволюційні ЗМІ: досвід етнічної толерантності :  [укр.] // Теле-та радіожурналістика : журнал. — 2010. — № 10. — С. 51-55.[недоступне посилання з серпня 2019]
- Яблоновская Н. В. Журнал «Myśl karaimska» (1924—1947): диалог с караимскими периодическими изданиями 1920-1930-х годов :  [рос.] // Культура народов Причерноморья : журнал. — 2008. — № 136. — С. 59-63.
- Яблоновская Н. В. Иван Бунин и крымские караимы :  [рос.] // Обрії наукового пошуку. Збірник на пошану професора Івана Мегели : журнал. — 2011. — С. 309-316.
- Яблоновская Н. В. Ісмаїл Гаспринський про функції газети "Терджиман" :  [укр.] // Журналістика : журнал. — 2013. — № 12 (37). — С. 140-146.[недоступне посилання з серпня 2019]
- Яблоновская Н.В. Возникновение и развитие крымскотатарских СМИ для детей : [арх. 2 жовтня 2013] :  [рос.] // Ученые записки Таврического національного университета им. В. И. Вернадского. – Серия «Филология. Социальные коммуникации» : журнал. — 2013. — № 3. — С. 135-142.
- Яблоновская Н.В. Роль библеизмов в поздней публицистике И. А. Бунина : [арх. 2 січня 2014] :  [рос.] // Теолингвистичка проучавања словенских језика: Српска Академија Наука и Уметности, Одељење језика и књижевности, Српски језику светлу савремених лингвистичких теорија/ Уредници Јасмина Грковић-Мејџор, дописни члан САНУ, проф. др. Ксенија Кончаревић. –  Књига 5. - Beograd : сборник научных трудов Сербской Академии наук. — 2013. — С. 321-330. — ISBN 978-86-7025-618-7.
- Яблоновская Н.В. Севастополь в «наследственной» памяти И.А.Бунина (Роман «Жизнь Арсеньева») // Крымские пенаты: Альманах литературных музеев Крыма. - №4. - Симферополь, 1997. - С. 124-130.
- Яблоновская Н.В. Украина в цепи эстетических впечатлений И.Бунина (Роман «Жизнь Арсеньева») // Сборник статей международной научно-практической конференции «Диалог культур: этнические реалии и будущее Крыма». - Симферополь: Таврия, 1997. - С. 80-82.
- Яблоновская Н.В. «Жизнь Арсеньева» И.А.Бунина и «Детские годы Багрова-внука» С.Т.Аксакова (поэтика автобиографического жанра) // Материалы VIII и IX Волошинских чтений. - Симферополь: Крымский Архив, 1997. - С. 166-175.
- Яблоновская Н.В. Жанр автобиографического повествования в литературе русского зарубежья («Жизнь Арсеньева» И.А.Бунина и «Лето Господне» И.С.Шмелева) // Материалы VI Крымских Международных Шмелевских Чтений «Русская литература XX века в контексте мировой культуры». - Алушта, 1997. - С. 110-115.
- Яблоновская Н.В. Языковые границы русского зарубежья // Материалы 6 международной конференции «Язык и культура». - Т. 4. - К.: Collegium, 1998. - С. 32-38. (В соавторстве с Л.М.Борисовой).
- Яблоновская Н.В. «Жизнь Арсеньева» И.А.Бунина и автобиографическая трилогия Л.Н.Толстого (поэтика жанра) // Ученые записки Симферопольского государственного университета. - №6(45). - Симферополь, 1998. - С.139-147.
- Яблоновская Н.В. Россия на грани гибели: творчество И.А.Бунина начала XX века // Материалы Международных IV Крымских Шмелевских Чтений «Гражданская война и отечественная культура». - Симферополь: Крымский Архив, 1995. - С. 77-78.
- Яблоновская Н.В. Мотив памяти как организующее начало повествования в «Жизни Арсеньева» И.А.Бунина // Материалы Шестых Крымских Пушкинских Международных Чтений «Литература и религия». - Симферополь: Крымский Архив, 1996. - С. 157-159.
- Яблоновская Н.В. Духовно-нравственная проблематика автобиографических повествований И.А.Бунина и И.С.Шмелева // Материалы Международных V Крымских Шмелевских Чтений «Русская литература и российское зарубежье». - Алушта, 1996. - С. 49-50.
- Яблоновская Н.В. «Жизнь Арсеньева» И.А.Бунина: литературная преемственность в изображении дворянской усадьбы // Материалы Седьмых Крымских Пушкинских Международных Чтений «Русская литература и провинция». - Симферополь: Крымский Архив, 1997. - С. 165-167.
- Яблоновская Н.В. Автобиографическое повествование в русской литературе начала XX века. - Симферополь, 1997. - 25 с. Деп. В УкрИНТЭИ 13. 01. 97 г., №29 - Уі 97. // Реферат в ж. «Експрес-новини: наука, техніка, виробництво», №5-6, 1997.
- Яблоновская Н.В. Хроникально-автобиографическая проза рубежа XIX-XX вв. и ее влияние на литературу XX века. // Ученые записки ТЭИ. – Симферополь, 2000. – 0,4 п.л.

- Яблоновская Н.В. Роман И.Сельвинского «О, юность моя!» и проблема художественной автобиографии в русской литературе // И.Л.Сельвинский и литературный процесс XX века. – Симферополь, 2000. –С.56-63.
- Яблоновская Н.В.Античные мотивы и образы в творчестве И.А.Бунина. // Культура народов Причерноморья. – 2001. - №20. - С.153-158.
- Яблоновская Н. В. Изучение романа Джеймса Джойса «Улисс» (материалы для самостоятельной работы по курсу «История зарубежной литературы) / Н. В. Яблоновская. – Симферополь, 2000. – 46 с.
- Яблоновская Н., Голян З. Дерево (архетип – миф - символ) в мировой литературе // Ученые записки Таврического экологического института. – Вып. 3. -Симферополь, 2002. – С. 155-161.
- Яблоновская Н. И.А. Бунин и славянофилы // Ученые записки Таврического экологического института. – Вып. 3. -Симферополь, 2002. – С. 184 – 190.
- Яблоновская Н. Религиозные взгляды И.А. Бунина // Гуманитарные науки на рубеже веков: Материалы Международной научной конференции. – Вып. 3. – Москва, 2003. – С.169-174.
- Яблоновская Н. Оптимизация учебной деятельности при изучении курса «История зарубежной литературы» // Гуманитарные науки на рубеже веков: Материалы Международной научной конференции. – Вып. 2. – Москва, 2001. – С.61-65.
- Яблоновская Н. В. Функции урбанистического пейзажа в творчестве И. А. Бунина // И. С. Шмелев и духовные традиции славянской культуры : сборник материалов международной научной конференции 11-15 сентября 2002 г., Алушта. – Симферополь: Таврия-Плюс, 2004. – С. 160-166.
- Яблоновська Н. В. Етнічна преса Кримської АРСР (1921–1945) // Наукові записки Інституту журналістики. – 2004. – Вип. 15. – С. 88–95.
- Яблоновська Н. Кримські журнали учнівської молоді “Первый луч” і “Луч” // Образ. – 2004. – Вип. 5. – С. 72–78.
- Яблоновська Н. В. Журнал кримських караїмів “Бизым йол” (“Наш шлях”) у світлі традицій караїмської преси і національної політики Кримської АРСР // Культура народов Причерноморья. – 2004. – Т. 2. – № 55. – С. 27–31.
- Яблоновская Н. В. Польская пресса в контексте формирования крымского поликультурного сообщества // Крымско-польский сборник научных работ. – Вып. 1: Дни Адама Мицкевича в Крыму. – Симферополь: Универсум, 2004. – С. 202–211.
- Яблоновская Н. В. Проблема межнационального согласия и диалога культур на страницах газет “Голос татар” и “Крым” (1917–1919 гг.) // Идентичность и толерантность в многоэтничном гражданском обществе. Материалы III международного семинара 11–14 мая 2004 г., Алушта. – Симферополь, 2004. – С. 264–268.
- Яблоновская Н. В. Журнал еврейской учащейся молодежи “Молодая Иудея” (Ялта, 1906 г.) // Вісник Дніпропетровського університету. Серія Літературознавство. Журналістика. – 2005. – № 4. – С. 11–15.
- Яблоновська Н. Зародження української преси Криму (з історії питання) // Журналістика: Наук. зб. – К., 2005. – Вип. 5. – С. 5–10.
- Яблоновська Н. Проблема діалогу культур на сторінках газети І. Гаспринського “Терджиман” // Збірник праць Науково-дослідного центру періодики. – 2005. – Вип. 13. – С. 139–146.
- Яблоновская Н. В. Полиэтничность и диалог культур в условиях национальной политики Крымской АССР (польский вопрос) // Крымско-польский сборник научных работ. – Т. 2: Дни Адама Мицкевича в Крыму. – Симферополь: Универсум, 2005. – С. 260–265.
- Яблоновская Н. В. Национальная политика Крымской АССР в зеркале ее этнической прессы // VI Таврические научные чтения, г. Симферополь, 27 мая 2005 г.: Сб. науч. статей. – Симферополь. – 2006. – С. 178–183.
- Яблоновская Н. В. Польський Миф в жизни и творчестве И. А. Бунина // Крымско-польский сборник научных работ. – Т. 3. Дни Адама Мицкевича в Крыму: Сб. статей и материалов. – Симферополь: Универсум, 2006. – С. 124-132.
- Яблоновська Н. В. До проблеми визначення етапів діяльності німецької преси Криму // Поліграфія і видавнича справа: Наук.-тех. зб. – Львів: УАД, 2005. – № 42. – С. 67–76.
- Яблоновська Н. В. Історія і сучасність вірменської преси Криму // Держава і регіони. Гуманітарні науки. – Запоріжжя: ЗІДМУ, 2006. – № 3. – С. 110–115.
- Яблоновская Н. В. 1930-нджи сенелери къырымтатар матбуаты: миллий тикленюв ве сынфий янашув [Кримськотатарська преса 1930-х рр.: національне відродження і класовий підхід] // Йылдыз. – 2006. – № 3. – С. 136–149.
- Яблоновська Н. В. Жіноче питання у пресі тюркських народів Криму кінця XIX – початку XX століть // Вісник Дніпропетровського університету. Серія Літературознавство. Журналістика. – 2006. – Вип. 8. – С. 152–156.
- Яблоновская Н. В. Польский журнал крымских караимов «Myśl karaimska» (1924 – 1947) // Крымско-польский сборник научных работ. – Т. 3. Дни Адама Мицкевича в Крыму: Сб. статей и материалов. – Симферополь: Универсум, 2007. – С. 261-269.
- Яблоновська Н. В. Роль дисципліни “Історія кримськотатарської журналістики” у підготовці журналістів для кримськотатарських ЗМІ // Історія журналістики: навчально-методичне забезпечення, теоретичні та практичні знання і навички: Матеріали "круглого столу". К., 24-25 травня 2007 р. - К., 2007. - С. 34-39.
- Яблоновська Н. В. Журнал «Myśl karaimska»: висвітлення життя караїмської громади Криму // Творчі та організаційні особливості функціонування сучасного недійного простору: Збірник наукових праць / Національний університет „Києво-Могилянська академія”, Галицький інститут імені В’ячеслава Чорновола. – Тернопіль-Львів: ЛА „Піраміда”, 2008. – Т. 2. – С. 315 – 321.
- Яблоновська Н. В. Роль кримськотатарських видань у вирішенні проблеми самоназви свого народу / Н. В. Яблоновська // Журналістика. – 2008. – Випуск 7 (32). – С. 24-29.
- Яблоновська Н. В. Етнічна преса Криму в аспекті сучасних журналістських професійних та етичних вимог / Н. В. Яблоновська // Наукові записки Інституту журналістики. — 2008. — т. 31. — С. 45-49.
- Яблоновська Н. В. Спецкурс “Історія етнічної преси Криму” як один із засобів виховання етнічної толерантності студентів // Методика викладання історико-журналістських дисциплін і професійні потреби: Матеріали секційного засідання кафедри історії журналістики міжнародної наукової конференції „Журналістика 2008: українське журналістикознавсьво. освіта, термінологія і стандарти”. К., 17-18 квітня 2008 р. - К., 2008. - С. 35-37.
- Яблоновская Н. Роль этнических СМИ в решении национальных проблем в демократической Украине (крымский опыт) / Наталья Яблоновская // Współczesne media – status, aksjologia, funkcjonowanie. – T. 1. – Lublin: Wydawnictwo universytetu Marii Curie-Skłodowskiej, 2009. – S. 344-355.
- Яблоновська Н. В. Єврейське радіомовлення Криму: історія і перспективи / Н. В. Яблоновська // Регіональні ЗМІ України: історія стан, перспективи розвитку: Матеріали І Міжнародної наукової конференції. – У 3 т. – Т. 1. – Луганськ: ДЗ» ЛНУ ім.. Т. Шевченка, 2010. – С. 148 – 147.
- Яблоновская Н. В. Позиция газеты И. Гаспринского «Терджиман» (1883 – 1914): утвержджение принципов национальной толерантности в полиэтническом регионе / Наталья Яблоновская // VII Сургучевские чтения: Культура провинции: локальный и глобальный контекст: Сборник материалов научно-практической конференции (21-22 мая 2010 года). – Ставрополь, 2010. – С. 189 – 193.
- Яблоновская Н. В. Многонациональное радиовещание Крыма: история и современность / Наталья Яблоновская // Ученые записки Таврического национального университета им. В. Вернадского. Серия «Филология. Социальные коммуникации». – Сімферополь, 2010. – Т. 23 (62). – № 4. – С. 161–168.
- Яблоновська Н. Кримська преса першої половини XX ст.: проблеми створення національної бібліографії / Наталя Яблоновська // Львівська національна наукова бібліотека України Імені В. Стефаника: історія і сучасність (доповіді та повідомлення Міжнародної наукової конференції, Львів, 28—30 жовтня 2010 р.). – Львів, 2010. – С. 603-606.
- Яблоновська Н. В. Чому змальовані журналістом образи мають безпосередній емоційний вплив на людину? Чому знаючи, що ми хочемо сказати, для найкращого сприйняття треба слідкувати, аби невербальні та вербальні засоби збігалися? / Н. Яблоновська // Журналістика в піарі та піар у журналістиці / Упорядн. В. Ф. Іванов, О. С. Дудко. – К.: «Грамота», 2010. – С. 187 – 189.
- Jablonowska Natalia. Функционирование свободных масс-медиа в Крыму: теория и практика / Наталья Яблоновская // Współczesne media - wolne media? / Redakcja Iwona Hofman, Danuta Kępa-Figura. – T. 3. – Lublin: Wydawnictwo universytetu Marii Curie-Skłodowskiej, 2010. – S. 81-88.
- Яблоновская Н. Корінні народи Криму й виклики глобалізації (соціально-комунікаційний аспект) / Наталя Яблоновська // Ученые записки Таврического национального университета им. В. Вернадского. Серия «Филология. Социальные коммуникации». – Сімферополь, 2011. – Т. 24 (63). – № 4. – Ч.1 – С. 135–141.
- Яблоновская Н. В. Социально-коммуникативные ресурсы польских караимов как связующее звено между Украиной и Польшей / Н. В. Яблоновская // Крымско-польский сборник научных работ. – Т. 9. – Симферополь: Универсум, 2011. – С. 11-15.
- Яблоновська Н. В.Етнічні мас-медіа караїмів Польщі / Наталя Яблоновська // Світ соціальних комунікацій. – 2012. – Т. 5. – С. 143 – 147.
- Яблоновська Н. В. Журналістське розслідування в аспекті вимог оперативно-розшукового законодавства: pro et contra/ Н. В. Яблоновская // Держава та регіони. – 2011. - № 4. – С. 118-125.
- Яблоновська Н.В. Сучасні кримськотатарські жіночі журнали: особливості контенту та просування / Наталя Яблоновська // Світ соціальних комунікацій : науковий журнал [гол. ред. О.М. Холод]. – Т. 8. – К.: КиМУ, 2012. – С. 162-166.
- Яблоновская Н. В. Религиозные особенности авторского стиля И. А. Бунина / Наталья Яблоновская // Гадомски А. К, Кончаревић К. (прир.), Теолингвистика. Зборник научних радова. Београд: Православни богословски факултет - Институт за теолошка истраживања, 2012. – С. 209-219.
- Яблоновская Н. В. Журнал «Известия караимского Духовного правления» (1917-1919) в контексте караимской прессы начала XX века // Караїми та їх роль у контексті світової спільноти: Матеріали міжнародної конференції. – Галич, 2012. – С. 13 – 16.
- Яблоновська Н. В. Етнічні мас-медіа караїмів Польщі / Наталя Яблоновська // Псіхолінгвістика. – Переяслав-Хмельницький: ПП «СКД», 2012. – Вип. 10. – С. 337 – 343.
- Яблоновська Н.В. Особливості контентного наповнення кримськотатарських часописів у 2011 р. ("Арзы", "Nenkecan", "Йылдыз", "Къасевет", "Nesil") / Н.В. Яблоновська // Соціальні комунікації : результати досліджень - 2012 : колективна монографія [за наук. ред. О.М. Холода та О.В. Безручка; автори: І.М. Артамонова, В.П. Безродний, О.В. Безручко та ін.]. - У 2-х т. - Т. 2 : Галузеві дослідження соціальних комунікацій. - К. : КиМУ, 2013. - С. 149-165.
- Яблоновская Н.В. Проблемно-тематическое своеобразие поэзии Константина Ефетова / Наталья Яблоновская // Культура народов Причерноморья. – 2013. - № 257. – С. 32-38.
- Яблоновская Н. В. Роль библеизмов в поздней публицистике И. А. Бунина / Наталья Яблоновская // Теолингвистичка проучавања словенских језика: Српска Академија Наука и Уметности, Одељење језика и књижевности, Српски језику светлу савремених лингвистичких теорија/ Уредници Јасмина Грковић-Мејџор, дописни члан САНУ, проф. др. Ксенија Кончаревић. –  Књига 5. Beograd, 2013. – С. 321-330.
- Яблоновська Н. Становлення кримськотатарської преси для дітей / Яблоновська Наталія // Українська періодика: історія і сучасність : доп. та повідомл. одинадцятої Всеукр. наук.-теорет. конф., Львів, 29-30 листоп. 2013 р.  - Львів, 2013. - С. 120-125.
- Яблоновская Н. В., Бескова Ю. В. Жанрово-тематические особенности развлекательных программ на телеканале СТБ / Н. Яблоновская, Ю. Бескова // Межкультурные коммуникации : сборник студенческих работ. – 2014. - № 5. – Симферополь : Таврический национальный университет им. В. И. Вернадского.- С. 11-18.

- Яблоновская Н. В., Денисова Ю. С. Виртуальное сообщество «Лиги защиты животных» как ресурс гражданской журналистики / Н. Яблоновская, Ю. Денисова // Межкультурные коммуникации : сборник студенческих работ. – 2014. - № 5. – Симферополь : Таврический национальный университет им. В. И. Вернадского.- С. 27-34.

- Яблоновська Н., Богдашкіна Я. Інтернет-середовище як простір для політичної комунікації / Наталя Яблоновська, Яна Богдашкіна // Медіапростір: збірник наукових статей із соціальних комунікацій. – 2014. - Червень. – С. 7-10.

- Яблоновська Н.В. Трансформація кримськотатарських дитячих медіа в Криму / Н.В. Яблоновська // Медіатрансформації: кол. монографія [за наук. ред. О. Холода; автори : Л. Городенко, Н. Зражевська, Н. Іщук та ін.]. - К.: КНУКіМ, 2014. - С. 18-134.

- Яблоновская Н. В. А. И. Полканов и крымские ученические журналы «Первый луч» (1906) и «Луч»  (1906) // Тезисы докладов международной научной конференции, посвященной 130-летию со дня рождения А. И. Полканова. – Симферополь, 2014.  - С. 50-53.

### Участь у створенні енциклопедій
- Автор статей з кримської періодики та видатних представників національних громад корінних народів Криму в Енциклопедії сучасної України.

### Передмови
- Яблоновская Н. Введение // Бизым йол. «Къырым» ве «Къырымкъарайлар». Наш путь. "Крым и «Крымские караимы». — Сімферополь: Доля, 2008. — С. 10.
- Гадомский А., Яблоновская Н. От редколлегии / Od redakcji // Крымско-польский сборник научных работ. — Т. 6. Поляки в Крымской АССР (1921—1945). — Сімферополь: Универсум, 2007. — С. 6-9.
- Яблоновская Н. Предисловие // Ефетов К. А. Колодцы памяти. — Симферополь: CSMU PRESS, Таврия, 2009. — С. 5-6.
- Яблоновская Н. Предисловие // Ефетов К. А. Слова отцов. — Симферополь: CSMU PRESS, Таврия, 2009. — С. 5-6.
- Яблоновская Н. Газета «Къырымкъарайлар»: живое слово крымских караимов // «Къырымкъарайлар», 2009: Библиографический список. — Симферополь, 2010. — С. 1-3.
- Яблоновская Н. Предисловие // Ефетов К. А. Мудрость Востока. — Симферополь: CSMU PRESS, Таврия, 2009. — С. 5-7.
- Яблоновская Наталья. Свет вековой мудрости в поэзии К. А. Ефетова / Наталья Яблоновская // Ефетов К. А. Вечные истины. — Симферополь: CSMU PRESS, Доля, 2010. — С. 5-9.
- Яблоновская Наталья. Стихотворные афоризмы Константина Ефетова / Наталья Яблоновская // Ефетов К. А. Афористишия. — Симферополь: CSMU PRESS, Доля, 2010. — С. 5-9.
- Яблоновская Н. Предисловие // Крым через 100 лет (фотоальбом) / Составитель Саша Николаева. — Симферополь: Издательство «Салта», 2010. — С.5.
- Яблоновская Наталья. Об афоризмах и пословицах крымских караимов в стихотворныом переложении К. А. Ефетова / Наталья Яблоновская // Ефетов К. А. Афоризмы и пословицы крымских караимов в стихах. — Симферополь: Доля, 2010. — С. 5-8.
- Яблоновская Наталья. Жизненные университеты Константина Ефетова / Наталья Яблоновская // Ефетов К. А. Вечность или миг? — Симферополь: CSMU PRESS, Доля, 2011. — С. 5-8.
- Яблоновская Н. Диалог с великими / Наталья Яблоновская // Ефетов К. А. Прислушиваясь к великим. — Симферополь: CSMU PRESS, Доля, 2011. — С. 8-10.
- Яблоновская Н. Эх, Европа!.. Константин Ефетов с иронией о своем и о чужом / Наталья Яблоновская // Ефетов К. А. Кто такой этот Шерлок Холмс? — Симферополь: CSMU PRESS, Доля, 2011. — С. 5-9.
- Яблоновская Н. "Наша жизнь - от логики побег...", или Исключительная книга об исключениях / Наталья Яблоновская // Ефетов К. А. Исключение из правил. — Симферополь: CSMU PRESS, Ната, 2013. — С. 5-8.
- Яблоновская Н. В. «Птица счастья в клетку разноцветную..» / Наталья Яблоновская // Ефетов К.  Птица в клетку. – Симферополь: CSMU PRESS, Доля, 2014. — С. 5-8.